# 真福布朗尼斯拉瓦小堂

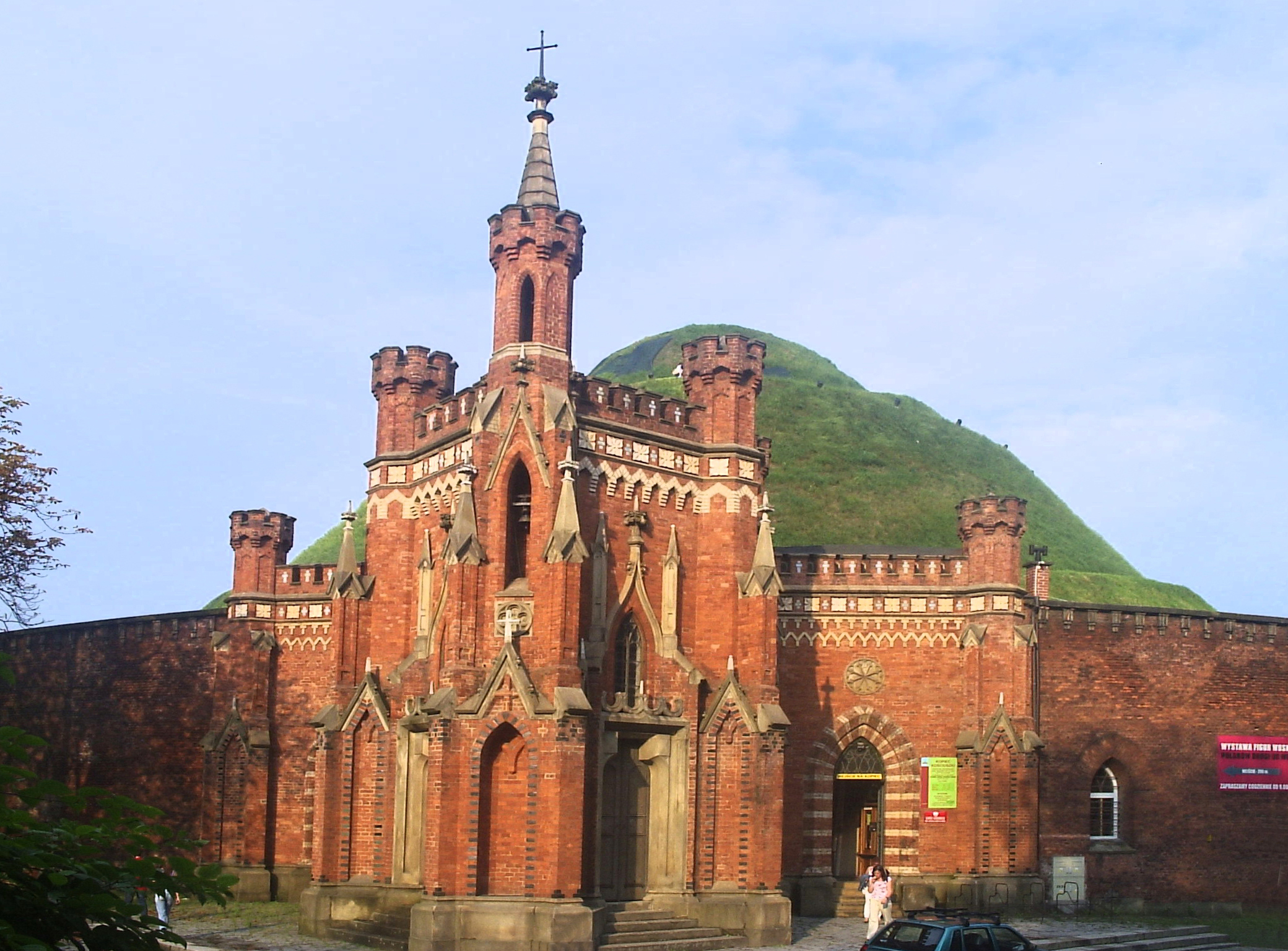
小堂与柯斯丘什科丘

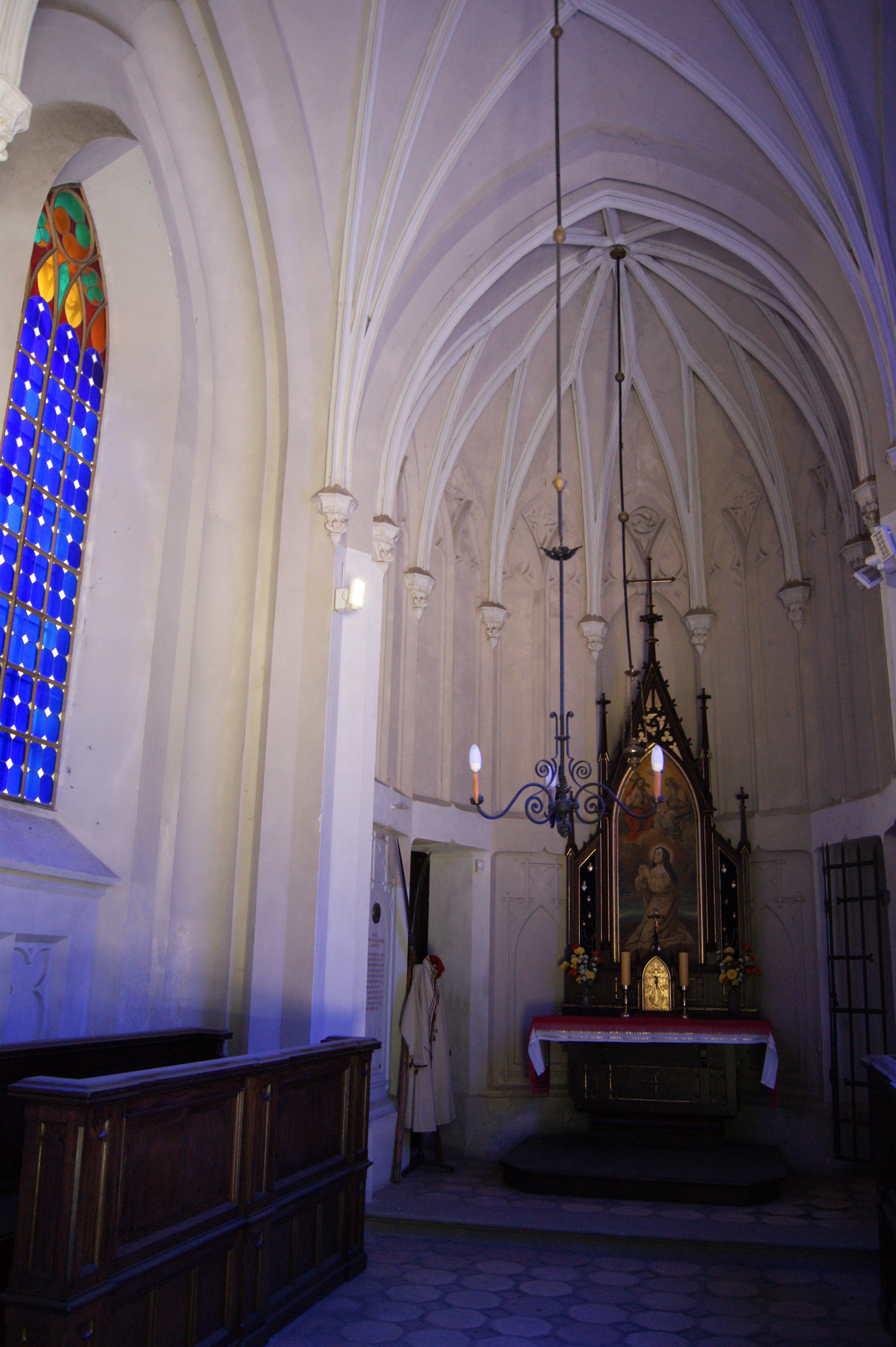

真福布朗尼斯拉瓦小堂（Kaplica bł. Bronisławy w Krakowie）是一座罗马天主教小堂，位于波兰克拉科夫，建于1856–1861年，新哥特式风格，位于哈布斯堡君主国在波兰建造的军事堡垒内。这座小堂是18世纪波兰教堂的替代品。1854年，奥地利人在兹维日涅茨区（Zwierzyniec）修建要塞时拆除了教堂。 
城堡围绕着古坟丘和波兰国家纪念碑，名为柯斯丘什科丘。土丘被军队用作观察点。新的小堂由 Feliks Księżarski设计，是波兰塔德乌什·柯斯丘什科纪念碑建设委员会明确要求更换的结果。
真福布朗尼斯拉瓦小堂得名于13世纪普雷蒙特雷會修女，她们离开了修道院 为了在此过隐居生活。18世纪初.兹维日涅茨修道院的修女们捐赠了修建土丘和小堂的土地。